# Dağdelen
Dağdelen (Aussprache [daːˈdɛlən]) ist ein türkischer männlicher Vorname und Familienname.

## Namensträger

### Familienname
- Elif Dağdelen (* 1991), türkische Leichtathletin
- Sevim Dağdelen (* 1975), deutsche Politikerin (BSW, zuvor Die Linke), MdB
- Uğur Dağdelen (1973–2015), türkischer Fußballspieler

### Kunstfiguren
In der Lindenstraße gibt es eine Wohnung Dağdelen.